# 메이크업! 세일러 전사
메이크업! 세일러 전사는 극장판 미소녀전사 세일러문 R 동시 상영작으로 공개된 극장판 미소녀전사 세일러문 R 단편 극장판 애니메이션이다. 제작은 토에이 동화 (현 토에이 애니메이션 ).
시작시에 포스터가 한장 나오는데 극장판 미소녀전사 세일러문 R 포스터다.

## 줄거리
츠키노 우사기와 치비우사 그리고 음료를 마시고 있는 이름모를 소녀 2명이 세일러문과 R 시리즈를 정리한다. 의자에 앉아 음료를 마시면서 세일러문에 주인공들을 이야기하지만 제일 중요한 세일러문에 존재를 잠깐 까먹은 두명의 아이. 츠키노 우사기가 힌트를 주고 생각해내지만 코앞에 눈앞에 더 중요한것은 츠키노 우사기와 치비우사가 있음에도 전혀 알아차리지못한다.

## 스태프
- 감독 - 고사카 하루메
- 기획 - 아즈마 이리야
- 각본·구성 - 도미타 스케히로
- 음악 - 아리사와 다카노리
- 제작 담당 - 혼마 오사무
- 캐릭터 디자인 - 다다노 가즈코
- 촬영 - 후쿠다 가쿠시
- 편집 - 요시카와 야스히로
- 녹음 - 다치바나 야스오
- 미술 감독 - 가노 요시유키
- 미술 감독 - 구보타 다다오
- 원화·작화감독 - 나카무라 다이치

## 목소리 출연
- 츠키노 우사기 (세일러문) - 미츠이시 코토노 - 실제 출연
- 미즈노 아미 (세일러 머큐리 - 히사카와 아야
- 히노 레이 (세일러 마스) - 토미자와 미치에
- 키노 마코토 (세일러 쥬피터) - 시노하라 에미
- 아이노 미나코 (세일러 비너스) - 후카미 리카
- 치비우사 - 아라키 가에 - 실제 출연
- 치바 마모루 (턱시도 가면) - 후루야 도오루

두명의 소녀;; - 실제 출연
- 유이 - 난바 지에코
- 아야 - 가사하라 루미

## 음악
엔딩곡 I am セーラームーン는 Peach Hips가 부른다.